# Gundermann (Gattung)
Gundermann (Glechoma), auch Gundelrebe genannt, ist eine Pflanzengattung innerhalb der Familie der Lippenblütler (Lamiaceae). Die etwa acht Arten sind ursprünglich in Eurasien verbreitet.

## Beschreibung

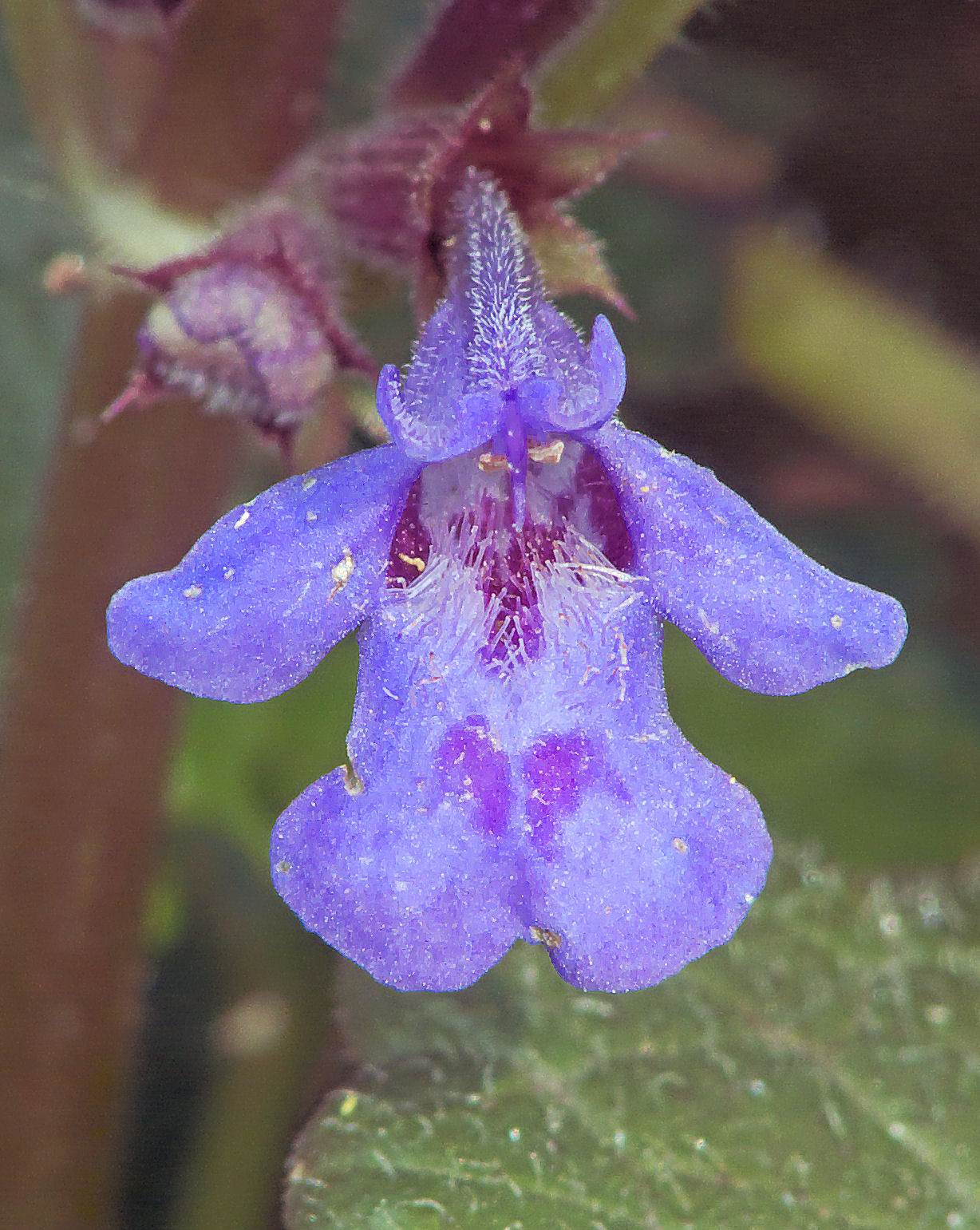
Zygomorphe Blüte im Detail des Gundermann (Glechoma hederacea)

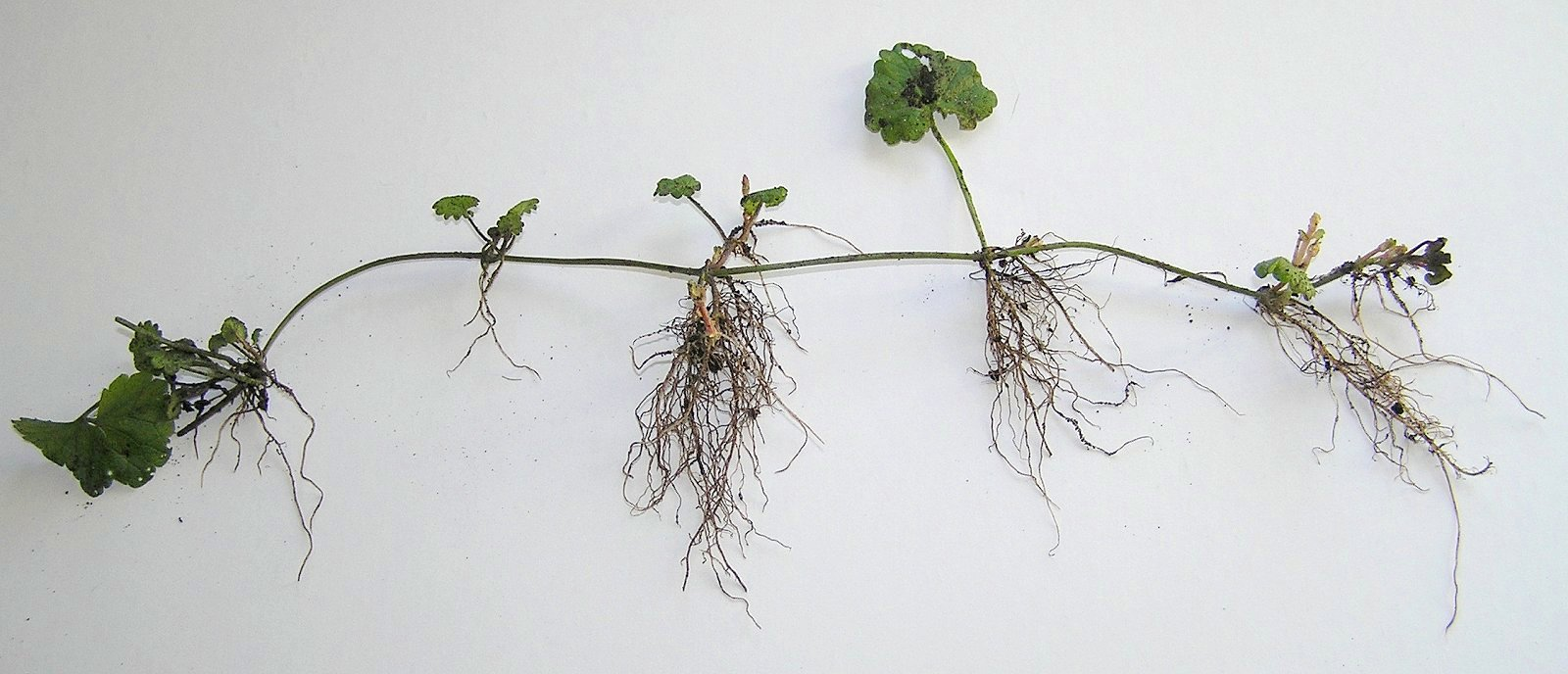
Habitus des Gundermann (Glechoma hederacea)

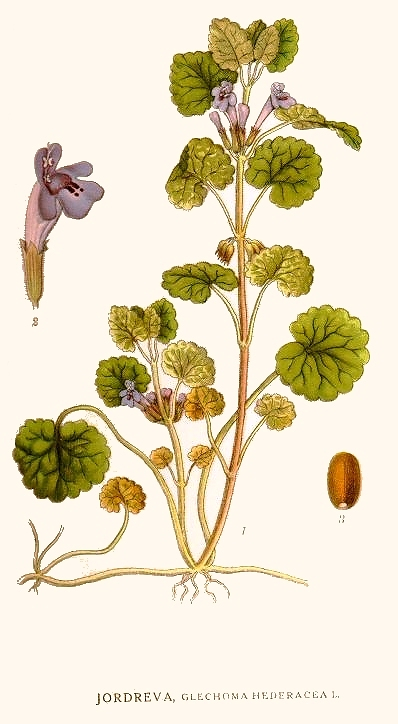
Illustration aus Bilder ur Nordens Flora, Stockholm des Gundermann (Glechoma hederacea)

### Vegetative Merkmale
Die Gundermann-Arten sind ausdauernde krautige Pflanzen. Es werden Ausläufer gebildet. Die meist vierkantigen Stängel sind niederliegend bis aufsteigend.
Die gegenständig am Stängel verteilt angeordneten Laubblätter sind in Blattstiel und Blattspreite gegliedert. Die Blattstiele sind meist relativ lang. Die einfachen Blattspreiten sind herzförmig bis elliptisch, auch leicht nierenförmig mit herzförmiger Spreitenbasis. Der Blattrand ist gekerbt oder gezähnt.

### Generative Merkmale
Glechoma-Arten sind gynodiözisch oder gynomonözisch. Zwei bis sechs, selten mehr Blüten stehen in Scheinquirlen in Blattachseln zusammen.
Die meist zwittrigen Blüten sind zygomorph und fünfzählig mit doppelter Blütenhülle. Die fünf Kelchblätter röhrig bis glockenförmig verwachsen. Die Kelchröhre ist in der Nähe des Schlundes leicht gebogen. Der schwach zweilippige Kelch besitzt 15 Nerven; wobei die Oberlippe drei- und die Unterlippe zweizähnig ist. Die Krone ist länger als der Kelch. Die fünf Kronblätter sind röhrig verwachsen. Die blauviolette Krone ist zygomorph und im oberen Bereich geweitet sowie zweilippig. Die Kronröhre ist gerade, nach vorne stark erweitert und besitzt innen keinen Haarkranz. Die gerade Oberlippe ist flach und ausgerandet oder zweilappig. Die ausgebreitete Unterlippe ist dreilappig mit einem großen Mittellappen, der ausgerandet und bärtig ist. Von den vier fruchtbaren Staubblättern sind zwei länger und zwei kürzer, dabei sind alle kürzer als die Krone. Die Staubfäden sind kahl. Die beiden länglichen Staubbeutelhälften spreizen auseinander, nähern sich paarweise und bilden ein Kreuz. Der oberständige Fruchtknoten ist kahl. Der schlanke Griffel ist länger als die Oberlippe der Krone und endet in zwei fast gleichen Griffelästen.
Die Klausenfrucht zerfällt in vier Klausen. Die dunkelbraunen Klausen sind länglich-eiförmig, glatt oder eingedrückt-punktiert und kahl.

## Ökologie
Blütenökologisch handelt es sich um Lippenblumen mit Nektar. Glechoma-Arten sind proterandrisch. Die Bestäubung erfolgt vorwiegend durch Hummeln.
Die vegetative Ausbreitung erfolgt über Ausläufer (Stolonen). Die Teilfrüchte werden durch Klebausbreitung (Epizoochorie) ausgebreitet. Die Teilfrüchte werden auch durch Ameisen verschleppt, besitzen jedoch kein Elaiosom, allerdings ein verschleimendes Perikarp. 

## Systematik und Verbreitung
Die Gattung Glechoma wurde 1753 durch Carl von Linné, mit der Bezeichnung „Glecoma“ aufgestellt. Der Gattungsname Glechoma leitet sich ab vom griechischen glechon, womit die Polei-Minze (Mentha pulegium) bezeichnet wurde. Der Name wurde von Linné auf diese Gattung übertragen, die Gründe sind nicht klar. 
Synonyme für Glechoma L. sind: Chamaecissos Lunell, Chamaeclema Moench, Glechonion St.-Lag., Meehaniopsis Kudô.
Die Gattung Glechoma gehört zur Subtribus Nepetinae aus der Tribus Mentheae in der Unterfamilie Nepetoideae innerhalb der Familie Lamiaceae.
Die Gattung Glechoma ist in Eurasien verbreitet. In China kommen fünf Arten vor. In der Neuen Welt werden sie kultiviert. In Europa kommen die drei Arten Gundermann (Glechoma hederacea), Langhaar-Gundelrebe (Glechoma hirsuta), Sardische Gundelrebe (Glechoma sardoa) und eine Naturhybride vor.

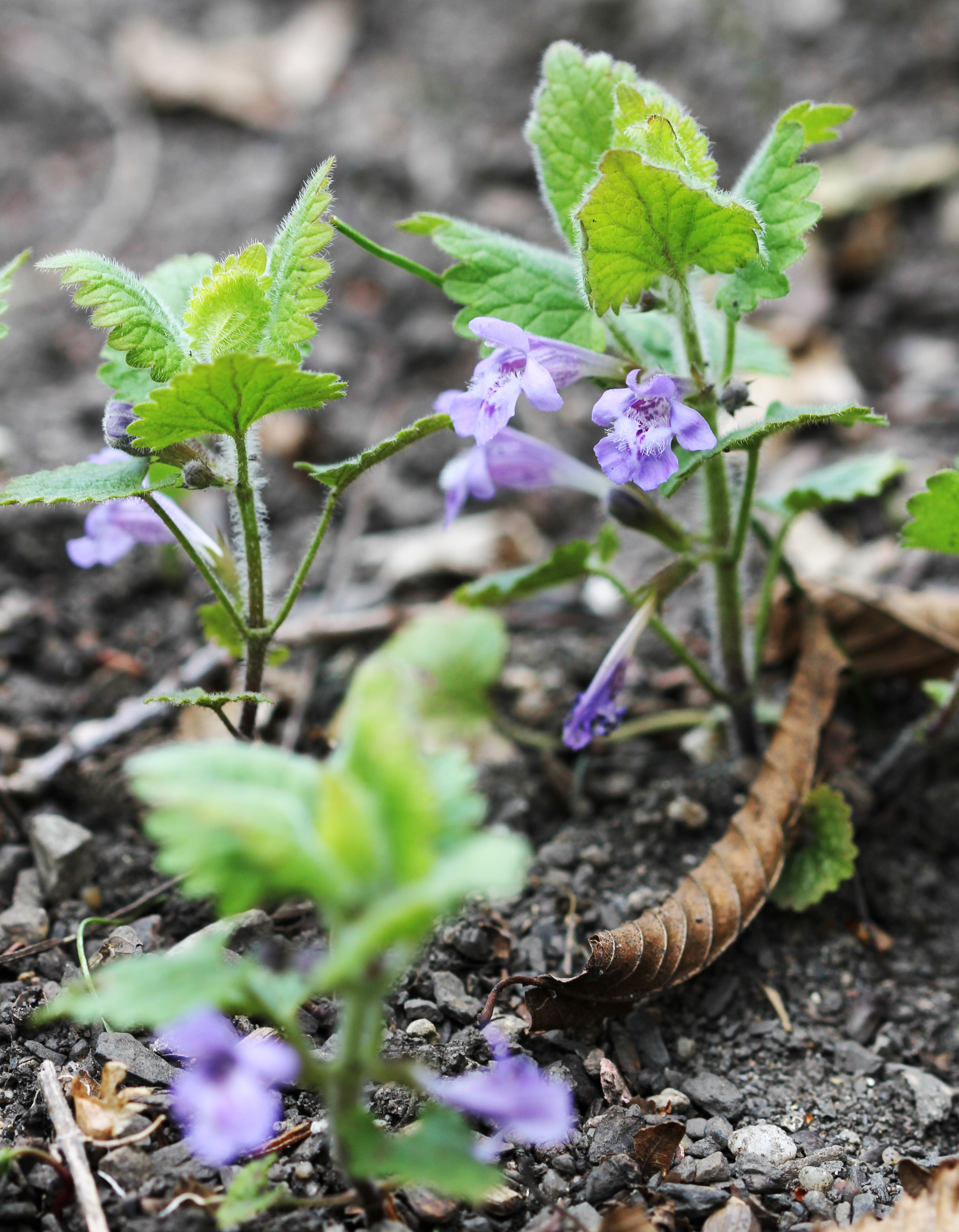
Langhaar-Gundelrebe (Glechoma hirsuta)

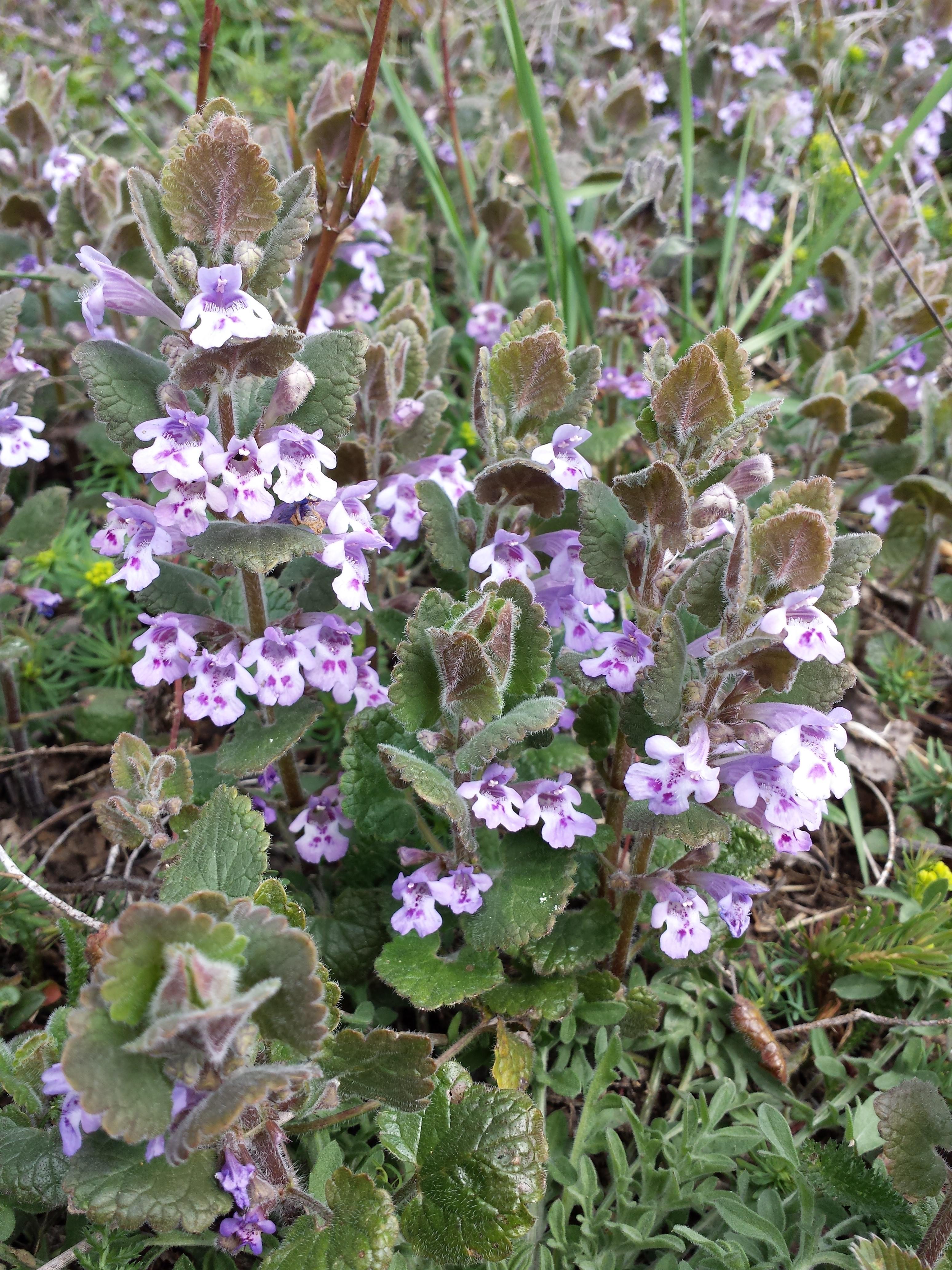
Langhaar-Gundelrebe (Glechoma hirsuta)

Es gibt ungefähr acht Glechoma-Arten:
- Glechoma biondiana (Diels) C.Y.Wu & C.Chen (Syn.: Dracocephalum biondianum Diels, Meehaniopsis biondiana (Diels) Kudô): Die drei Varietäten gedeihen an fruchtbaren, feuchten Waldrändern und entlang von Fließgewässern in Höhenlagen von 1000 bis 2200 Meter in den chinesischen Provinzen Gansu, Hebei, Henan, Hubei, Shaanxi sowie Sichuan.[1]
  - Glechoma biondiana var. angustituba C.Y.Wu & C.Chen: Sie kommt in Hubei und Sichuan vor.[5]
  - Glechoma biondiana var. biondiana: Sie kommt in Shaanxi vor.[5]
  - Glechoma biondiana var. glabrescens C.Y.Wu & C.Chen: Sie kommt im nördlich-zentralen und im südöstlichen China vor.[5]
- Glechoma grandis (A.Gray) Kuprian.: Sie kommt nur in Japan, Taiwan und in der chinesischen Provinz Jiangsu vor.[1]
- Gundermann, Echt-Gundelrebe (Glechoma hederacea  L.): Sie ist von Europa bis zum asiatischen Teil Russlands und ins chinesische Xinjiang (nur im Kreis Gongliu) verbreitet.
- Langhaar-Gundelrebe (Glechoma hirsuta Waldst. & Kit.): Sie ist vom östlichen Mitteleuropa bis Südosteuropa verbreitet.[5] Die Nordwestgrenze des Areals verläuft durch Südtirol, Süd- und Ostösterreich und Mähren.
- Glechoma longituba (Nakai) Kuprian.: Sie ist in Russland, Korea und China verbreitet. Sie wird in China als Heilpflanze verwendet.[1]
- Glechoma ×pannonica Borbás (= Glechoma hederacea × Glechoma hirsuta): Diese Naturhybride kommt in Ungarn, im Baltikum, im europäischen Teil Russlands und in der Ukraine vor.[5]
- Sardische Gundelrebe (Glechoma sardoa (Bég.) Bég., Syn.: Glechoma hederacea var. sardoa Bég.): Sie kommt in Sardinien[5] und vielleicht auch in Korsika vor.
- Glechoma sinograndis C.Y.Wu: Sie gedeiht in feuchten Mischwäldern entlang von Fließgewässern in Höhenlagen von 2000 bis 3000 Meter nur in der chinesischen Provinz Yunnan. Sie wird in China als Heilpflanze verwendet.[1]